# Prorella tremorata
Prorella tremorata là một loài bướm đêm trong họ Geometridae.